# Einheit 61398
Einheit 61398 ist die gängige Bezeichnung einer mutmaßlichen Cyberwar-Einheit der Volksbefreiungsarmee der Volksrepublik China, die sich mit Spionage und Sabotage von Computersystemen vorzugsweise in den USA beschäftigen soll. Die Einheit 61398 soll sich in den vergangenen Jahren in Rechensysteme der US-Regierung, des US-Militärs (u. a. Verteidigungsministerium, NASA) und zudem mehrfach in Rechner bedeutender Medienhäuser (z. B. New York Times, Wall Street Journal) gehackt haben. Auch wichtige Wirtschaftsunternehmen (z. B. General Motors) sollen ausspioniert worden sein. Die Einheit wird  auch APT1 genannt.
Die US-Regierung beschwert sich seit geraumer Zeit über Aktivitäten dieser Einheit, die nach US-Angaben mehrere tausend englischsprachige Mitglieder mit exzellenten IT-Kenntnissen umfassen soll. Sitz der Einheit wird für das Jahr 2013 in der Datong Road 50, ein Gebäude mit 12 Etagen, und die Datang Road 118A in Pudong, Schanghai, vermutet. Daneben soll es noch an der Datong Road 135, 153 und 305 weiter Gebäude geben, welche von der Einheit 61398 genutzt werden.
China selbst streitet die Existenz einer solchen Gruppe ab.

## Namensgebung
Über die Namensgebung ist derzeit nichts bekannt. Höchstwahrscheinlich geht der Name auf eine interne Namensgebung der chinesischen Armee zurück.